# 歐洲無鰭蛇鰻
歐洲無鰭蛇鰻為輻鰭魚綱鰻鱺目糯鰻亞目蛇鰻科的其中一種，分布於東大西洋區，包括地中海西部、亞速群島至幾內亞灣海域，棲息深度10-40公尺，體長可達60公分，棲息在沙泥底質海域，會將身體埋藏於沙泥中，屬肉食性。

## 擴展閱讀
維基物種上的相關：歐洲無鰭蛇鰻